# (287) Nephthys
(287) Nephthys ist ein Asteroid des inneren Hauptgürtels, der am 25. August 1889 vom deutsch-US-amerikanischen Astronomen Christian Heinrich Friedrich Peters am Litchfield Observatory in New York entdeckt wurde. Es war seine letzte von insgesamt 48 Asteroidenentdeckungen.
Der Asteroid wurde benannt nach Nephthys, der ägyptischen Totengöttin, Schwester von Isis und Frau von Seth. Der Entdecker schrieb: „… für den ich den Namen Nephthys vorschlage – bei den Aegyptern repräsentirt Neb-ta vielleicht den Planeten Venus –…“

## Wissenschaftliche Auswertung
Aus Ergebnissen der IRAS Minor Planet Survey (IMPS) wurden 1992 Angaben zu Durchmesser und Albedo für zahlreiche Asteroiden abgeleitet, darunter auch (287) Nephthys, für die damals Werte von 67,6 km bzw. 0,19 erhalten wurden. Eine Auswertung von Beobachtungen durch das Projekt NEOWISE im nahen Infrarot führte 2011 zu vorläufigen Werten für den Durchmesser und die Albedo im sichtbaren Bereich von 61,9 km bzw. 0,22. Nach neuen Messungen mit NEOWISE wurden die Werte 2014 auf 59,6 km bzw. 0,24 korrigiert.
Photometrische Messungen des Asteroiden fanden erstmals statt am 14. und 28. Februar 1978 am Osservatorio Astronomico di Torino in Italien. Aus der aufgezeichneten, etwas ungewöhnlichen Lichtkurve konnte keine Rotationsperiode bestimmt werden, es wurde dafür nur eine grobe Schätzung von etwa 7 Stunden angegeben. Nach neuen Beobachtungen vom 15. Juli bis 3. August 1979 am Table Mountain Observatory in Kalifornien konnte unter Einbeziehung der früheren Daten eine Rotationsperiode von 7,603 h abgeleitet werden. Eine Forschergruppe an der University of Arizona und am Planetary Science Institute in Tucson führte in den 1980er Jahren ein Programm zur „Photometrischen Geodäsie“ einer Anzahl von schnell rotierenden Asteroiden des Hauptgürtels durch, darunter auch (287) Nephthys. Die bei einer Beobachtung am Kitt-Peak-Nationalobservatorium in Arizona am 20. Januar 1985 registrierte Lichtkurve passte ebenfalls zu dieser Periode.
Erneute Beobachtungen wurden vom 18. bis 25. Mai 1993 am Osservatorio Astrofisico di Catania in Italien durchgeführt. Hier konnte nur eine lückenhaften Lichtkurve erfasst werden, aus der eine Rotationsperiode von 7,580 h abgeleitet wurde. Außerdem erfolgte eine grobe Abschätzung für die Achsenverhältnisse eines dreiachsig-ellipsoidischen Modells des Asteroiden und für die Lage der Rotationsachse.
Neue Messungen während vier Nächten vom 24. Juli bis 21. August 2004, die die ersten photometrischen Beobachtungen am Evelyn L. Egan Observatory der Florida Gulf Coast University darstellten, bestätigten die früheren Ergebnisse mit einem Wert von 7,6065 h. Um mehr Daten für eine Berechnung der Rotationsachse und eines Gestaltmodells zu liefern, fanden vom 8. Februar bis 11. April 2007 weitere Messungen am gleichen Ort statt, wo zunächst eine Rotationsperiode von 7,605 h bestimmt wurde. In einer Untersuchung von 2009 wurde dann aus archivierten Daten aus dem Zeitraum 2000 bis 2007 erstmals ein dreidimensionales Gestaltmodell des Asteroiden für eine Rotationsachse mit prograder Rotation und eine Periode von 7,60479 h berechnet.
Beobachtungen vom 22. April bis 25. Mai 2007 während fünf Nächten am UnderOak Observatory in New Jersey hatten zu einer abgeleiteten Rotationsperiode von 7,6048 h geführt, weitere Beobachtungen vom 1. Februar bis 8. März 2010 während fünf Nächten ergaben dann noch einen Wert der Rotationsperiode von 7,6041 h.
Die Auswertung von 8 vorliegenden Lichtkurven und weiteren Daten der Lowell Photometric Database, des United States Naval Observatory (USNO) und der Catalina Sky Survey führte in einer Untersuchung von 2016 erneut zur Erstellung eines dreidimensionalen Gestaltmodells für zwei alternative Positionen der Rotationsachse mit prograder Rotation und einer Periode von 7,60411 h.
Zwischen 2012 und 2018 wurden mit der All-Sky Automated Survey for Supernovae (ASAS-SN) auch photometrische Daten von 20.000 Asteroiden aufgezeichnet. Auf mehr als 5000 davon konnte erfolgreich die Methode der konvexen Inversion angewendet werden, darunter auch (287) Nephthys, für die in einer Untersuchung von 2021 ein verbessertes dreidimensionales Gestaltmodell für zwei alternative Rotationsachsen mit prograder Rotation und einer Periode von 7,6040 h berechnet wurde. Aus archivierten Daten des Asteroid Terrestrial-impact Last Alert System (ATLAS) aus dem Zeitraum 2015 bis 2018 konnte in einer Untersuchung von 2022 mit der Methode der konvexen Inversion eine Rotationsperiode von 7,604 h bestimmt werden.